# Iwan Ksienofontow
Iwan Ksienofontowicz Ksienofontow (Krajkow) (ros. Иван Ксенофонтович Ксенофонтов (Крайков), ur. 28 sierpnia?/9 września 1884 we wsi Sawinki w guberni smoleńskiej, zm. 23 marca 1926 w Moskwie) – rosyjski socjaldemokrata i komunista i funkcjonariusz Czeka.

## Życiorys
Miał wykształcenie podstawowe, pracował jako robotnik fabryczny, od 1903 w Socjaldemokratycznej Partii Robotniczej Rosji (SDPRR), członek frakcji bolszewików. W latach 1906–1909 i 1914–1917 służył w armii rosyjskiej, członek sztabu 2 Armii, telegrafista. Od 1909 działacz bolszewicki w Moskwie. Po rewolucji lutowej i obaleniu caratu był w czerwcu 1917 delegatem I Wszechrosyjskiego Zjazdu Rad, członek WCIK, przewodniczący Rady w Nieświeżu i Nieświeskiego Komitetu SDPRR(b), od września do listopada 1917 przewodniczący Rady Słuckiej. Od 20 grudnia 1917 do kwietnia 1921 członek kolegium Czeka przy Radzie Komisarzy Ludowych RFSRR i równocześnie wiceprzewodniczący Czeka, od 1919 do kwietnia 1921 przewodniczący Specjalnego Trybunału Czeka przy Radzie Komisarzy Ludowych RFSRR i jednocześnie zastępca przewodniczącego Najwyższego Trybunału przy WCIK. Organizował egzekucje zakładników. W marcu 1921 brał udział w stłumieniu powstania kronsztadzkiego, od kwietnia 1921 do 1922 funkcjonariusz partyjny RKP(b), 1922-1925 zarządzający sprawami KC RKP(b) (bliski współpracownik i pomocnik Stalina), od 1925 do śmierci zastępca ludowego komisarza ubezpieczeń społecznych RFSRR. 
Zmarł na raka żołądka. Pochowany na Cmentarzu Nowodziewiczym w Moskwie.